# 广粤路
广粤路是中華人民共和國上海市虹口区一條南北走向道路，北與江楊南路相連，南至廣中路，全長2580米，道路始建於1958年，名稱來自於广中路与粤秀路的第一個字。